# Leporinus gossei
Leporinus gossei är en fiskart som beskrevs av Géry, Planquette och Le Bail, 1991. Leporinus gossei ingår i släktet Leporinus och familjen Anostomidae. Inga underarter finns listade i Catalogue of Life.